# Renzo Morchio
Renzo Morchio (Genova, 7 dicembre 1924) è un fisico italiano.
Laureatosi in fisica nel 1947 all'Università di Genova, è assistente all'Istituto di Fisica fino al 1962 quando diviene ordinario. È stato per molti anni professore di biofisica. In pensione dal 1997, è stato visiting professor presso l'Università di Harvard nell'anno accademico 1956-57. È membro della New York Academy of Sciences.
Ha tenuto lezioni, corsi e seminari in diverse istituzioni scientifiche, accademiche e scolastiche in Italia e all'estero.
Ha pubblicato molti saggi e studi scientifici sulla biologia in generale, sull'origine della vita e soprattutto sul sistema nervoso; inoltre, ha pubblicato varie opere divulgative e si è dimostrato molto attento ai valori che l'attività scientifica è in grado di trasmettere alla società, per agevolare l'evoluzione, il progresso e la convivenza. 
È membro del Cicap.
Nel suo saggio Una biografia della scienza, delinea, all'interno di un percorso storiografico che parte dalla civiltà greca per arrivare ai nostri giorni, un'indagine sugli aspetti fondamentali della vita scientifica, i significati e le motivazioni che stimolano il progresso e la ricerca.

## Opere principali
- Fondamenti della biofisica, UTET, Torino, 1982.
- Scienza e poesia delle meridiane: piccolo manuale per leggerle e costruirle, ECIG, Genova, 1988.
- Medicine alternative?, Sagep, Genova, 2004.
- Una biografia della scienza, Mursia, Milano, 2005.